# Потенціал Пешль — Теллера
Потенціа́л Пешль — Теллера (англ. Pöschl–Teller potential) — це спеціальний вид потенціалів в математичній, квантовій, та молекулярній фізиці, для яких існують точні розв'язки одномірного рівняння Шредінгера у вигляді спеціальних функцій. Потенціал названий на честь угорських фізиків Герти Пешль (Herta Pöschl) та Едварда Теллера (Edward Teller).

## Визначення
Потенціал Пешль-Теллера задається у вигляді
{\displaystyle U(x)=-{\frac {\lambda (\lambda +1)}{2}}\mathrm {sech} ^{2}(x)}
При підстановці потенціалу в одновимірне рівняння Шредінгера
{\displaystyle -{\frac {1}{2}}\psi ''(x)+U(x)\psi (x)=E\psi (x)}
за допомогою підстановки {\displaystyle u=\mathrm {tanh(x)} } отримують
{\displaystyle \left[(1-u^{2})\psi '(u)\right]'+\lambda (\lambda +1)\psi (u)+{\frac {2E}{1-u^{2}}}\psi (u)=0}.
Розв'язком для зв'язаних станів {\displaystyle \psi (\mathrm {tanh(x)} )} будуть функції Лежандра {\displaystyle P_{\lambda }^{\mu }(\mathrm {tanh(x)} )},
та значення енергії {\displaystyle E_{\lambda ,\mu }={\frac {-\mu ^{2}}{2}}}, де {\displaystyle \lambda =1,2,3,\ldots \,,\mu =\lambda ,\lambda -1,\ldots ,1}.
Більш того, можна точно обчислити і розсіювання частинки на такому потенціалі, тоді для енергій частинки {\displaystyle E_{\lambda ,k}=-{\frac {k^{2}}{2}}} отримаємо аналітичні вирази для хвильових функцій. В тривіальному випадку для {\displaystyle \lambda =0} отримуємо плоску хвилю {\displaystyle \psi _{0,k}^{+}=\exp(ikx)}.
Два наступні вирази для {\displaystyle \lambda =1,2} запишуться як
{\displaystyle \psi _{1,k}^{+}=\left(1+{\frac {i}{k}}\tanh(x)\right)\exp(ikx)}.
{\displaystyle \psi _{2,k}^{+}=\left(1+k^{2}\right)^{-1}\left(1+k^{2}+3ik\tanh(x)-3\tanh ^{2}(x)\right)\exp(ikx)}.
Це відображає хвилі, що поширюються зліва направо. Дуже цікавою особливістю потенціалів Пешль-Теллера є те, що для цілих значень {\displaystyle \lambda } хвильові функції не розсіюються на потенціальному бар'єрі, тобто ці потенціали в таких випадках є на 100 % прозорими: коефіцієнт проникнення {\displaystyle T=1}, a відбиття {\displaystyle R=0}.